# Óscar Malherbe de León
Óscar Malherbe de León (México; 10 de enero de 1964) es un encarcelado narcotraficante y exlíder del Cártel del Golfo, una organización criminal mexicana. Durante su carrera delictiva, fue el enlace más importante del Cártel de Golfo en Colombia, responsable de traficar grandes cantidades de cocaína del Cártel de Cali en la década de los noventa. 
Antes de ingresar al narcotráfico, Malherbe era bolero y lavacoches. Luego dejó estos oficios y empezó a robar automóviles, e inmediatamente después fue reclutado en 1976 por Casimiro Espinoza Campos (alias El Cacho), un extinto líder de una banda relacionada con el Cártel del Golfo. Su frialdad e inteligencia dentro del ámbito delictivo llevó a Malherbe a la fama dentro de la organización en 1980s. Reportes mencionan que él, a su temprana edad de veintidós, ya había ejecutado a al menos 10 personas. Trabajó junto con Casimiro hasta que éste fue asesinado en 1984 bajo las órdenes del capo Juan García Ábrego. Al quedarse sin esa banda, Malherbe se alió con García Ábrego para después convertirse en uno de sus hombres de suma confianza. 
García Ábrego fue arrestado por las autoridades mexicanas en enero de 1996, y Malherbe se convirtió en su sucesor. Sin embargo, su estancia como líder del Cártel del Golfo sólo le duraría un poco más de un año; en febrero de 1997, Malherbe fue arrestado en un centro comercial de la Ciudad de México y encarcelado en Centro Federal de Readaptación Social Número 1, donde hoy cumple su sentencia.

## Carrera delictiva
Óscar Malherbe de León nació el 10 de enero de 1964 en México. Antes de ingresar al narcotráfico, trabajó como bolero y lavacoches. Después se dedicó a robar coches y fue reclutado en 1976 por Casimiro Espinoza Campos (alias El Cacho). Casimiro comandaba una célula poderosa dentro del Cártel del Golfo. Sus hombres controlaban la venta de droga, el cobro de piso, la industria del robo de automóviles, y los ajustes de cuentas en la ciudad de Matamoros, Tamaulipas. Lo que llevó a Malherbe a la fama dentro de la organización fue su frialdad como asesino y su inteligencia. A su temprana edad de veintidós, el Ministerio Público de Matamoros fijó una imputación hacia Malherbe, acusándolo de asesinar a al menos 10 personas entre 1983 y 1984. Entre los acusados también se encontraba Luis García Medrano, otro líder del Cártel del Golfo arrestado en Ciudad Juárez en 1993. Medrano y Malherbe usualmente trabajaban juntos supervisando los cargamentos de droga en Matamoros. Ambos tenían de seis a ocho hombres armados protegiéndolos dentro de una casa de seguridad en donde daban órdenes.
En 1984, sin embargo, la banda que comandaba Casimiro se vio en problemas cuando Juan García Ábrego, el antiguo alto mando del cártel, lo quería muerto. La rivalidad entre ambos por el control del Cártel del Golfo causó varias ejecuciones en Matamoros, pero García Ábrego terminó victorioso al asesinarlo en mayo de 1984. Sin Casimiro, Malherbe se unió a las filas de  García Ábrego para después convertirse en unos de sus principales lugartenientes y hombres financieros. En 1990, Malherbe supervisaba el tráfico de cocaína que llegaba desde Colombia vía aérea, y supuestamente era responsable de armar y uniformar a sus hombres con el equipo táctico oficial de la Policía Judicial Federal. La droga proveniente de Colombia era producida por los hermanos Rodríguez Orejuela, quienes lideraban el Cártel de Cali. Al llegar a México, era aterrizada en avionetas en los municipios de San Fernando y Matamoros en pistas clandestinas para después ser traficadas a los Estados Unidos vía terrestre. Malherbe era considerado el principal enlace del Cártel del Golfo en Colombia por sus nexos con los altos mandos del narcotráfico en ese país. Durante los años ochenta y noventa, el Cártel del Golfo se consolidó como una organización transnacional al traficar casi un tercio de la cocaína que ingresaba a los Estados Unidos. Se dice que generaba al menos $20 mil millones de dólares al año.
García Ábrego comandó el Cártel del Golfo con una combinación de brutalidad, corrupción, y visión de negocios. Las autoridades en ambos lados de la frontera hicieron su caída una prioridad en la Guerra contra las drogas. En 1995, el capo se convirtió en uno de los 10 más buscados por el FBI; un año después en enero de 1996, fue aprendido en Monterrey tras un fuerte operativo y extraditado a los Estados Unidos. En los últimos meses de 1995, en Cártel del Golfo había estado en apuros al no poder mover las grandes cantidades de droga que solía hacer años atrás. A consecuencia de los recortes, Malherbe fijó una alianza con Amado Carrillo Fuentes del Cártel de Juárez, pero su alianza sólo duraría poco tiempo. Con García Ábrego tras las rejas, su hermano Humberto y Malherbe se convirtieron en sus sucesores.

## Arresto
Malherbe fue arrestado por las autoridades mexicanas en un centro comercial de la colonia Mixcoac en la Ciudad de México el 26 de febrero de 1997. Trató de pagar su libertad con $2 millones de dólares pero los oficiales se negaron a aceptar el pago y fue llevado en custodia. Malherbe tenía cargos pendientes por tráfico de enervantes, homicidio, y de portación ilegal de armas. Fue llevado al Centro Federal de Readaptación Social Número 1 en Almolaya de Juárez, Estado de México, donde hoy cumple su condena.